# Blu-ray SD
O disco Blu-ray SD é um disco Blu-ray cujo principal recurso é o vídeo de definição padrão, em vez do vídeo de alta definição encontrado nos discos Blu-ray comuns.
Muitas vezes, isso acontece porque a versão de maior definição do conteúdo está disponível apenas na definição padrão. Isso pode incluir conteúdo que foi filmado em vídeo de definição padrão, animado digitalmente em definição padrão ou um programa televisivo que foi filmado em filme, mas editado em vídeo SD com o filme original posteriormente perdido ou impraticável para a retransferência. O conteúdo de definição padrão utiliza muito menos espaço em disco do que um upscale pré-renderizado, reduzindo o número de discos necessários e, por consequência, os custos de fabricação para títulos mais longos. O lançamento "SD on BD" de Samurai Pizza Cats, por exemplo, contém todos os 52 episódios em um único disco, em vez dos 8 DVDs usados no lançamento anterior.
Apesar de ter a mesma resolução, o vídeo SD apresentado em Blu-ray tem potencial para ter uma imagem melhor do que a equivalente em DVD devido à existência de codecs de vídeo superiores e taxas de bits mais altas. Os codecs AVC e VC-1, disponíveis para Blu-ray oferecem qualidade de imagem superior em uma determinada taxa de bits do que o antigo codec MPEG2 usado em DVD (ou qualidade comparável em taxas de bits mais baixas). O conteúdo que pode ter sido supercompactado no DVD com defeitos de imagem de compactação perceptíveis não precisa exibir esses defeitos de imagem no Blu-ray, resultando em uma reprodução mais fiel e detalhada da fonte original do master. No entanto, a qualidade de reprodução de uma codificação de definição padrão pode variar dependendo da qualidade de upscaling do próprio equipamento leitor de Bluray do espectador e geralmente não será tão boa quanto uma codificação pré-upscaled.
Os títulos de discos Blu-ray podem combinar vídeo de definição padrão com faixas de áudio de alta definição. O áudio sem perdas é mais prático e flexível no Blu-ray do que no DVD, que só suporta PCM sem perdas em 48kHz estéreo e requer uma quantidade relativamente grande espaço de armazenamento disponível, deixando menos espaço disponível para o vídeo. Porém, o Blu-ray suporta áudio multicanal sem perdas em vários formatos e o armazenamento maior torna sua inclusão muito mais prática, não afetando a qualidade do vídeo. Várias gravações de shows em definição padrão foram lançadas em Blu-ray para aproveitar uma qualidade de som superior disponível, apesar de haver poucos benefícios para o vídeo.